# 이시가키 공항
이시가키 공항(일본어: 石垣空港)은 일본 오키나와현 이시가키시에 있었던 옛 공항으로 1943년 개항한 이후 70년간 운영되어 오다가 신이시가키 공항 개항 하루 전인 2013년 3월 6일 폐항 조치되었다.

## 역사
1943년 개항한 이후 1956년 민간 전용 공항으로 사용되기 시작했으며 1968년에는 활주로 길이를 1200m에서 1500m로 확장한 뒤 2013년 3월 5일까지 운영을 해왔다.
그러나 시내에서 10분 정도 밖에 걸리지 않은 탓에 항공기 소음으로 인한 민원과 노선 수의 증가로 구 이시가키 공항을 대체할 새로운 공항 건설을 추진해왔고 결국 2013년 3월 6일 구 이시가키 공항이 역사 속으로 사라진 후 다음날인 7일 신이시가키 공항이 정식으로 개항했다.

## 여담
구 이시가키 공항은 2013년 3월 6일 폐항 조치된 뒤 재개발되어 그 자리에는 현립병원과 이시가키 시청이 자리를 잡았고 구 이시가키 공항 진입로에는 차단 지점에 현재까지도 구 이시가키 공항의 안내석이 남아 있다.

## 과거 운항 노선

### 국내선
| 항공사               | 목적지                                                         |
| -------------------- | -------------------------------------------------------------- |
| 일본 트랜스오션 항공 | 도쿄(하네다), 오사카(간사이), 오키나와(나하), 미야코, 요나구니 |
| 류큐 에어 커뮤터     | 미야코, 요나구니                                               |
| 전일본공수           | 오사카(간사이), 후쿠오카, 오키나와(나하)                       |

### 국제선
| 항공사      | 목적지             |
| ----------- | ------------------ |
| 만다린 항공 | 타이베이(타오위안) |